# Francisco Güerri
Francisco Güerri Ballarín (Benasque, Huesca, 13 de abril de 1959) es un exfutbolista español que se desempeñaba como centrocampista.

## Clubes
| Club                         | País   | Año       |
| ---------------------------- | ------ | --------- |
| Real Zaragoza                | España | 1978-1988 |
| U. D. Las Palmas             | España | 1989-1991 |
| Universidad Las Palmas C. F. | España | 1991-1993 |